# Anni B Sweet
Anni B Sweet és el nom artístic de la cantautora espanyola Ana Fabiola López, nascuda a Fuengirola, Màlaga l'any 1987. Va sentir una primerenca vocació per la carrera musical, realitzant les seves primeres composicions als 9 anys. Va entrar a la formació de diversos grups a Màlaga fins que va partir cap a Madrid a la recerca de major projecció. Allà es va trobar amb el suport de la banda Humanity, amb la qual va col·laborar fins a començar la seva carrera en solitari. En aquesta ocasió va rebre el suport d'artistes com Javier Doria de "The Melocotons" i Brian Hunt.
Després de difondre's àmpliament a Internet, realitzar diverses gires acompanyant a artistes com Antonio Vega, entrant en l'ambientació musical de la sèrie caçadors d'homes i aparèixer a Radio 3 va signar un contracte amb les discogràfiques Arindelle i Subterfuge Records.
El 28 d'abril de 2009 va sortir a la llum el seu primer disc Start, Restart, Undo. El 10 de desembre de 2009 va sortir a la llum una edició especial de Start, Restart, Undo, amb el single Take on me de A-ha usada per un anunci de l'empresa McDonalds.
Anni B. Sweet escriu les seves lletres principalment en anglès, i el seu estil, suau i malenconiós, beu d'influències de la música acústica, folk i indie pop. Ha estat saludada molt favorablement per la crítica especialitzada.

## Discografia

### Àlbums d'estudi
- Start, Restart, Undo (2009)
- Start, Restart, Undo /Reedición/ (Subterfuge, 2009)
- Oh, Monsters! (Subterfuge, 2012)
- Chasing Illusions (Subterfuge, 13/03/2015)

### Senzills
- "Motorway"
- "Lalala"
- "Take on me"
- "At Home"
- "Getting Older"
- "Ridiculous Game 2060"
- "Locked In Verses"

### Col·laboracions
- 2 Monkeys (Nelue)
- Poli (Zoé)
- All of the moments (Nelue)
- Save It For The Moonligh (Cesar&Parker)
- Se dejaba llevar (Sidonie)
- No puedo vivir sin ti (Coque Malla, al seu àlbum Mujeres)